# 相模人形芝居
相模人形芝居（さがみにんぎょうしばい）は、相模国（神奈川県）に伝わる 三人遣いの人形芝居である。

## 名称
昭和26年（1951年）、当時神奈川県文化財専門委員として神奈川県下の人形芝居を調査していた永田衡吉が、三人遣いの人形が県下でも旧相模国にのみ分布し、首（かしら）の構造や人形の操法などに類似性を認識したことから、これらの人形芝居を総称して「相模人形芝居」と命名したことが初めとされている。
略して「相模人形」と呼ばれることも多い。なお「相模人形浄瑠璃」と呼ばれることがあるが、相模人形芝居は人形操法のみを継承しているため誤りである。

## 芸態
相模人形芝居は、浄瑠璃に合わせて人形をあやつりながら演じる、江戸時代に近松門左衛門と竹本義太夫によって大いに発展した人形芝居の一つである。「人形芝居」であるため、文楽など人形浄瑠璃と異なり、大夫・三味線の伝承はなく、人形の操法のみが伝承されている。これは相模人形芝居の盛んだった神奈川県西部地域が、義太夫節の盛んだった地域でもあったため、在野で義太夫節を語っていた商人や富農が多く存在し、座で大夫・三味線を抱える必要がなかったことが理由とされている。現在でも公演の際には大夫、三味線に義太夫協会関係者等の協力を仰いでいる。
文楽などと同じ三人遣いの人形芝居で、1体の人形を首と右手を主遣いが、左手を左遣いが、両足を足遣いが操って演技するものである。使われる人形は、胴体部になる肩板に首を差し込み、これに手と足を付け衣装を付ける。
人形及び人形操法等について、文楽や他の人形浄瑠璃・人形芝居との違いとして
- 地方の人形芝居には多い「鉄砲ざし首」があり、操法としての「鉄砲ざし」が良好に残る[* 1]。
- 文楽や阿波人形浄瑠璃などより人形がやや小ぶりである。これは文楽や阿波人形浄瑠璃が大人数の観衆を相手に公演していたため、遠くの観客にも見えるように人形が大型化したのに対し、相模人形芝居の公演は小人数の観衆を相手に公演していたため、大型化する必要がなかったことによると考えられている。
- うなずきはおおむね小猿式である[* 2]。なお一部の首にエンバ棒式だった名残りを留めるものがある[1]。
- 「型」と呼ばれる人形の動きが数多くあり、1演目中で同じ型を同じ人形が演じないということが原則とされている。
- 総じて文楽より人形の動きが大きいとされる。
- 足の材質は綿足とモモ足が相半ばして混在している。
- 足の立ち方は「鳥居立ち」と呼ばれ、両足が神社の鳥居のようにやや足先を開き加減にして立つものとされている。
- 伝承されている三番叟は「序三番叟」である。

この他にも衣装の刺繍等細かな違いがある。

## 歴史
廃絶した座も含めて座によって発生や由来は異なるが、おおむね江戸時代の中～後期に淡路や阿波の人形遣いによって伝えられたという伝承が各座に伝わる。
初期の相模人形芝居の活動について、史的に裏付けられるものとしては、長谷座には淡路から伝承された「翁面」が現存していることや、林座のある林地区の記録「林村地誌御調書上帳」には、林村愛甲神社の祭礼時には村内の若者が人形を操ったとあることが挙げられる。また古い人形の首には、制作年代が江戸時代後期に遡ることができるものがあると考えられている。
その後、江戸の人形浄瑠璃が明治維新以降の近代化、洋風化や歌舞伎の隆盛によって衰退を余儀なくされると、その人形遣いたちが関東一円に散らばるが、中でも義太夫節が盛んで、以前から人形芝居文化を有する神奈川県西部の村落が、村の有力者等の庇護により人形遣いたちを人形操法の師匠として招聘し、村内に居場所を与えて定住を促すなどをしたため、江戸人形浄瑠璃の特色が伝承されることになった。
最盛期の明治～大正期には10前後の座があったが、世界恐慌による経済不安や日中戦争から太平洋戦争に至る軍事動員等によって担い手を失い、中断や廃絶を余儀なくされた座もある。
昭和26年の永田衡吉による神奈川県下の人形芝居調査とその報告に基づいて昭和28年（1953年）「相模人形芝居」が神奈川県指定無形文化財に指定された。「相模人形芝居」は、昭和44年（1969年）に国の記録作成等の措置を講ずべき無形文化財に選択され、昭和55年（1980年）には国の重要無形民俗文化財に指定されるなど、国・県・市による手厚い保護が打ち出されたが、趣味の多様化等による若手後継者不足に悩み、存続が懸念される座もある。その一方で、下中座のように昭和末年には座員6人を数えるほどに衰微した座が、市の保護政策や独自の取り組み等によって座勢を回復し、30名以上の座員を有するまでになった例もある。

## 師匠系譜
各座によって師匠の系譜は異なる。また、下中座のように文楽でも活躍した師匠が頻繁に来訪したケースもある。また吉田朝右衛門や西川伊左衛門のように、一人の師匠が複数の座を来訪したケースも珍しくない。また、そうでなければ「相模人形芝居」として、その共通性を見出すことは極めて難しいものになっていたと考えられる。
| 師匠名        | 系列 | 林 座 | 長谷座 | 下中座 | 足柄座 | 前鳥座 | 座間連 | 遊楽連 |
| ------------- | ---- | ----- | ------ | ------ | ------ | ------ | ------ | ------ |
| 3代西川伊三郎 | 江戸 |       | ○      |        |        |        |        |        |
| 吉田朝右衛門  | 文楽 | ○     | ○      |        |        | ○      |        |        |
| 5代西川伊三郎 | 江戸 | ○     |        |        |        |        |        |        |
| 吉田東九郎    | 江戸 | ○     | ○      |        | ○      |        |        |        |
| 豊松伝七      | 東海 |       |        | ○      |        |        |        |        |
| 吉田金花      | 東海 |       |        | ○      |        |        |        |        |
| 吉田駒十郎    | 東海 |       |        | ○      |        |        |        |        |
| およね        | 阿波 |       |        |        |        |        |        | ○      |
| 吉田一堯      | 東海 |       |        | ○      |        | ○      |        |        |
| 吉田冠三      | 東海 |       |        | ○      |        |        |        |        |
| 吉田三十郎    | 文楽 |       |        |        |        | ○      | ○      |        |
| 吉田ワカ      | 文楽 |       |        |        |        | ○      |        |        |
| 初代吉田蓑助  | 文楽 |       |        | ○      |        |        |        |        |
| 吉田小兵吉    | 文楽 |       |        | ○      |        |        |        |        |
| 西川伊左衛門  | 江戸 | ○     | ○      | ○      |        | ○      |        |        |
| 吉田冠十郎    | 江戸 |       |        | ○      | ○      |        |        |        |
| 6代吉田国五郎 | 文楽 |       |        | ○      |        |        |        |        |

## 文化財指定
「相模人形芝居」は昭和55年（1980年）、国の重要無形民俗文化財に指定され、相模人形芝居連合会及び厚木市の林座・長谷座、小田原市の下中座が保護団体として特定されている。
相模人形芝居連合会には国指定の三座の他に平塚市の前鳥座と南足柄市の足柄座が加入しており、それぞれ昭和57年（1982年）、神奈川県無形民俗文化財に指定されている。この状況について、両座が伝承する技術は国指定重要無形民俗文化財であるが、各団体の伝承の都合によりその保護団体について県指定無形民俗文化財として取り扱われているという解釈がある。
よく間違えられる事例として、厚木市に所在するあつぎひがし座が相模人形芝居として扱われたり、認識されることがあるが、相模人形芝居連合会に加入しておらず、そもそも相模人形芝居を伝承していないため誤りである。
また廃絶したが、小田原市の田島人形（遊楽連）については、残された人形や道具が小田原市指定有形文化財（民俗資料）になっている。

## 相模人形芝居座・団体一覧

### 現存している座・団体
- 相模人形芝居連合会（加盟5座）
- 足柄座（南足柄市）
- 前鳥座（平塚市）
- 下中座（小田原市）
  - 神奈川県立二宮高等学校相模人形部（二宮町）
  - 小田原市立橘中学校相模人形クラブ（小田原市）
- 長谷座（厚木市）
- 林座（厚木市）

### 廃絶した座・団体
- 座間連（座間市）
- 田島人形 遊楽連（小田原市）
- 牧野人形（相模原市）
- 岸の人形（山北町）
- 社家の人形（海老名市）
- 妻田の人形（厚木市）
- 上古沢の人形（厚木市）
- 三田の人形（厚木市）
- 戸室の人形（厚木市）
- 大神の人形（平塚市）